# جون دبليو. توماس
جون دبليو. توماس (بالإنجليزية: John W. Thomas)‏ هو سياسي أمريكي، ولد في 4 يناير 1874 في مقاطعة فيليبس في الولايات المتحدة، وتوفي في 10 نوفمبر 1945 في واشنطن العاصمة في الولايات المتحدة. حزبياً، نشط في الحزب الجمهوري. وقد انتخب عضو مجلس الشيوخ الأمريكي.